# 村椿玲子
村椿 玲子（むらつばき れいこ、5月29日 -）は、日本の女性声優。東京都出身。

## 略歴
子供の頃は保母か、介護福祉士になりたいと思っていたという。知人に「声が綺麗だね」と褒められたことから職業としての声優を始めたきっかけである。しばらくして養成所の体験入学に行っており、これが楽しかったという。ただの興味本位でできるような仕事でなかったが、この出会いが声優を目指すきっかけになったという。
初めてのスタジオ収録の時は、誰も知り合いがおらず、心細く、不安で仕方なかったという。緊張の塊のような村椿を見て、先輩声優達は温か迎えてくれたという。
以前はキャロットハウス、オフィスもり、マック・ミックに所属していた。

## 人物
趣味はドラマ鑑賞（毎クール8割チェック）、映画・舞台鑑賞（毎月数本鑑賞）。
座右の銘は「為せば成る」。

## 出演

### テレビアニメ
- 東京マグニチュード8.0（2009年、レポーター）
- 錆色のアーマ-黎明-（2022年、村人）

### ゲーム
- アポカリプス デザイアネクスト
- 桜蘭高校ホスト部
- GIEEVAL 〜畜民新世界〜（妖精エピー）[5]
- JUDGE EYES:死神の遺言
- しゃるうぃ〜☆たころん（ゴブー）
- 「っポイ!」 ひと夏の経験!?（室生朔）
- 薄桜鬼 ポータブル
- ミストオブカオス（ガラシャ・ユエル）
- 悠久ノ桜（匡時の母）
- リバースムーン
- ブラッドステインド:リチュアル・オブ・ザ・ナイト（リンジー・ブレア、スージー・クーン）

### VP
- 学研
- スバル興産
- タイズ
- ダイナエアー

### CM
- 資生堂

### WEB TV・ラジオ
- 昭和ナビTV『まだある。工場見学』大空出版（サッちゃん）